# Banyas
Banyas – emiracki kuter rakietowy z lat 80. XX wieku, jedna z sześciu zamówionych w Niemczech jednostek typu TNC 45. Okręt został zbudowany w stoczni Lürssen w Vegesack, a do służby w Marynarce Wojennej Zjednoczonych Emiratów Arabskich wszedł w listopadzie 1980 roku. Jednostka nadal znajduje się w składzie floty i ma status operacyjny (stan na 2018 rok).

## Projekt i budowa
„Banyas” został zamówiony w Niemczech w końcu 1977 roku, wraz z pięcioma bliźniaczymi jednostkami. Były to pierwsze okręty, które zostały wyposażone w pociski rakietowe Exocet MM40.
Okręt zbudowany został w stoczni Lürssen w Vegesack. Wodowanie odbyło się w 1980 roku, a uroczystość wcielenia do służby w Marynarce Wojennej ZEA nastąpiła w listopadzie tego roku. Jednostka otrzymała numer burtowy P 4501.

## Dane taktyczno-techniczne
Okręt jest kutrem rakietowym o długości całkowitej 44,9 metra (42,3 m między pionami), szerokości 7 metrów i zanurzeniu 2,5 metra. Wyporność standardowa wynosi 230 ton, a pełna 260 ton. Okręt napędzany jest przez cztery silniki wysokoprężne MTU 16V538 TB92 o łącznej mocy 13 640 KM, poruszające poprzez wały napędowe czterema śrubami. Maksymalna prędkość jednostki wynosi 40 węzłów. Zasięg wynosi 1500 Mm przy prędkości 16 węzłów (lub 500 Mm przy 38 węzłach).
Uzbrojenie artyleryjskie jednostki składa się z umieszczonej na dziobie w wieży pojedynczej armaty uniwersalnej OTO Melara 76 mm L/62. Maksymalny kąt podniesienia lufy wynosi 85°, masa naboju 6 kg, donośność 16 000 metrów, szybkostrzelność 60 strz./min, a zapas amunicji 350 sztuk. Artylerię przeciwlotniczą stanowi umieszczone na rufie podwójne stanowisko działek przeciwlotniczych Breda kal. 40 mm L/70, także w wieży. Maksymalny kąt podniesienia lufy wynosi 85°, masa naboju 0,96 kg, donośność 12 500 metrów, szybkostrzelność 300 strz./min, a zapas amunicji 1800 sztuk. Prócz tego okręt wyposażony jest w dwa karabiny maszynowe kal. 7,62 mm, z zapasem amunicji wynoszącym 6000 sztuk.
Za nadbudówką znajdują się dwie podwójne wyrzutnie przeciwokrętowych pocisków rakietowych Exocet MM40. Pocisk rozwija prędkość 0,9 Ma, masa głowicy bojowej wynosi 165 kg, a maksymalny zasięg sięga 70 km. Wyposażenie radioelektroniczne obejmuje radar nawigacyjny Decca TM 1226, radar dozoru nawodnego i powietrznego PEAB 9LV200 Mk 2, system rozpoznania radiolokacyjnego Racal Cutlass/Cygnus oraz radary artyleryjskie CSEE Panda i Philips 9LV 200 Mk 2. Na okręcie umieszczono też dwie wyrzutnie celów pozornych Dagaie.
Załoga okrętu składa się z 5 oficerów oraz 35 podoficerów i marynarzy.

## Służba
Po ukończeniu okręt został umieszczony na pokładzie statku handlowego (wraz z bliźniaczym „Marban”) i przewieziony do Zjednoczonych Emiratów Arabskich. W drugiej połowie lat 90. jednostka przeszła modernizację siłowni i systemów okrętowych, którą przeprowadzono w krajowej stoczni w Abu Zabi przy pomocy specjalistów amerykańskich z Newport News Shipbuilding (prace ukończono w końcu 1998 roku). Okręt otrzymał nowy numer burtowy P 151. W latach 2004–2006 „Banyas” przeszedł gruntowną modernizację, która objęła instalację zintegrowanego systemu walki Saab Systems 9LV Mk 3E Cetris, ulepszenie radarów oraz wymianę pocisków rakietowych na nowe (w standardzie MM40 Block 3). Okręt nadal służy w emirackiej flocie (stan na 2018 rok).